# Friedenspark Ehrenmal
Der Friedenspark Ehrenmal befindet sich in Wattenscheid, Bochum, westlich vom Louis-Baare-Berufskolleg. Das Ehrenmal wurde 1934 eingeweiht. Baumeister für Denkmal und die 3,4 ha große Parkanlage war August Schumacher.
Der Orkan Ela am 9. Juni 2014 warf viele der alten Bäume um. Am 2. April 2015 fiel ein Baum aufgrund von Sturmböen direkt auf die Ostseite des Ehrenmals.
2020 begann die Neugestaltung des Parks mit Bepflanzung mit 70 neuen Bäumen und 6000 Stauden, eine Neumodellierung der Rasenfläche, eine neue Wegeführung und neue Ausstattungselemente, darunter auch für Spiele und Sport. Einher ging die Umbenennung in Friedenspark Ehrenmal. Die Kosten des Umbaus betrugen 3 Millionen Euro. Bei der Sanierung fand man im Füllmaterial der Gehwege mit Kieselrot auch Belastungen mit Dioxin.